# ابراهیم نبیل سمیعی
ابراهیم خان نبیل‌الملک سمیعی (۱۲۷۲ – ۱۳۴۷) که نام خانوادگی نبیل سمیعی برگزید، روزنامه‌نگار، سناتور گیلان و نماینده رشت در مجلس شورای ملی بود.

## زندگی‌نامه
پدرش میرزا اسماعیل خان سمیعی و عمو و پدر همسرش حسین خان ادیب‌السلطنه سمیعی از سیاستمداران مهم دوران قاجار و پهلوی بود که در دوران احمدشاه قاجار و رضاشاه پهلوی در دولتهای مختلف سمت وزارت داشت. در روسیه و فرانسه درس خواند و بعد از مراجعت به ایران به کار مطبوعاتی پرداخت تا اینکه وارد مشاغل دولتی شد. چندی در وزارت فوائد عامه و سپس وزارت طرق و شوارع دارای مشاغل مهمی بود  تا اینکه در سال ۱۳۱۴ به نمایندگی از رشت به مجلس شورای ملی رفت (دوره دهم) و این کرسی را تا دوره سیزدهم حفظ کرد. 
پس از شهریور ۱۳۲۰ نبیل سمیعی در دوره چهاردهم که انتخابات زیاد فرمایشی نبود، نتوانست به نمایندگی انتخاب شود. در شرکت تلفن عضو هیئت مدیره شد و سپس مدیرعامل شد.  پس از درگذشت عمو و پدر همسرش ادیب‌السلطنه سمیعی که در دوره نخست مجلس سنا، کرسی گیلان را در این مجلس عهده‌دار بود، این کرسی به او رسید و از دوره دوم مجلس سنا در سال ۱۳۳۲ تا هنگام مرگ در دوره پنجم این مجلس، سناتور بود.
از نبیل سمیعی به عنوان مردی ساده و خوش باور و با حسن نیت یاد می‌شود که هرگز تمایل به آزار کسی نداشت. در اواخر عمر از لحاظ مالی سخت در مضیقه قرار گرفت. از تمام بانک‌ها وام گرفته و کارش همه روزه تجدید سفته و پرداخت بهره‌های معوقه بود. با اینکه چهار فرزندش دارای مقامات عالی و حساس بودند کمکی از لحاظ مالی به او نمی‌کردند. فرزند ارشدش اسماعیل سمیعی غالباً ریاست شرکت‌های دولتی را برعهده داشت و زمانی رئیس کل غله بود. فرزند دیگرش مهدی سمیعی سال‌ها ریاست بانک مرکزی و سازمان برنامه و بانک توسعه کشاورزی را عهده‌دار بود. همایون سمیعی سفیر کبیر و معاون وزارت خارجه فرزند دیگر او بود. دکتر خسرو سمیعی جراح و استاد دانشگاه هم یکی از فرزندانش بود. 